# Dysschema magdala
Dysschema magdala là một loài bướm đêm thuộc phân họ Arctiinae, họ Erebidae.